# 金融監督管理委員会
金融監督管理委員会（きんゆうかんとくかんりいいんかい）は中華民国の金融監督当局。行政院に属するが独立した立場にある。略称は「金管会」。日本の金融庁に相当する。

## 歴代主任委員
| 代   | 氏名      | 就任日         | 退任日         |
| ---- | --------- | -------------- | -------------- |
| 1    | zh:龔照勝 | 2004年7月1日   | 2006年5月11日  |
| 代理 | 呂東英    | 2006年5月12日  | 2006年8月3日   |
| 2    | zh:施俊吉 | 2006年8月4日   | 2007年1月24日  |
| 3    | zh:胡勝正 | 2007年1月25日  | 2008年6月30日  |
| 4    | zh:陳樹   | 2008年7月1日   | 2008年11月30日 |
| 5    | 陳冲      | 2008年12月1日  | 2010年5月16日  |
| 6    | zh:陳裕璋 | 2010年5月17日  | 2013年7月28日  |
| 7    | zh:曽銘宗 | 2013年7月29日  | 2016年1月31日  |
| 8    | 王儷玲    | 2016年2月1日   | 2016年5月19日  |
| 9    | zh:丁克華 | 2016年5月20日  | 2016年10月3日  |
| 代理 | 黃天牧    | 2016年10月4日  | 2016年10月19日 |
| 10   | 李瑞倉    | 2016年10月20日 | 2017年9月7日   |
| 11   | zh:顧立雄 | 2017年9月8日   | 2020年5月19日  |
| 12   | 黄天牧    | 2020年5月20日  | 現任           |